# Ali al-Abdallah
Ali al-Abdallah est un journaliste, écrivain et militant des droits de l'homme syrien originaire de Deir ez-Zor. Il est emprisonné depuis 2010. Toutefois aucune information n'est disponible  à son sujet depuis la libération des prisons syriennes lors de la chute du régime Assad en décembre 2024, laissant craindre qu'il soit mort en détention.

## Incarcérations
En Syrie, après l'arrestation de son fils Umar et quatre autres défenseurs des droits de l'homme, Ali al-Abdallah est arrêté en mars 2006. Son fils Muhammad est également arrêté après avoir accordé une interview à Al-Jazeera. 
Il est de nouveau arrêté et emprisonné en 2007 après avoir tenté de relancer la Déclaration de Damas, un mouvement de défense des droits dont le nom découle d'une déclaration signée en 2005 par des personnalités de l'opposition et exigeant la levée de l'interdiction de la liberté de parole et de réunion et la suppression de l'état d'urgence. 
Il est libéré de la prison d'Adra le 23 juin 2010 et réincarcéré dès le lendemain pour avoir écrit un article critiquant les liens de la Syrie avec l'Iran. 
Un tribunal militaire syrien l'accuse alors « d'affaiblir le moral de la nation ».

## Appels à libération
Le Canada, les États-Unis,  l'Union Européenne et la France ont dénoncé son incarcération ou demandé à la Syrie de le libérer,,.
À l'occasion de la visite de Bachar el-Assad en France en 2010, la Fédération internationale des ligues des droits de l’Homme, l’Organisation mondiale contre la torture, la Ligue des droits de l’Homme, le Réseau euro-méditerranéen des droits de l’Homme, Human Rights Watch, Amnesty International France et la Commission internationale de juristes demande au président Nicolas Sarkozy d’intervenir auprès du président syrien pour évoquer la situation des droits humains en Syrie et demander la libération d'Ali al-Abdallah, ainsi que de Muhannad al-Hassani, Haytham al-Maleh et Anouar al-Bunni.
Amnesty International l'a déclaré prisonnier d'opinion, « détenu uniquement pour avoir exprimé pacifiquement ses convictions », et a appelé à sa libération immédiate. Human Rights Watch dénonce son emprisonnement qui semble « être une violation de son droit de s’engager librement dans des commentaires politiques pacifiques » et appelle à sa libération.
Reporter sans frontières a également dénoncé la prolongation arbitraire de son incarcération alors qu'il devait être libéré en 2010 : « Nous demandons la libération immédiate d’Ali Al-Abdallah, et exhortons les autorités syriennes à mettre un terme aux détentions abusives et arbitraires ».